# Liga Canaria de Esports HiperDino
Liga Canaria de Esports S.L. es una empresa española dedicada a la organización de eventos presenciales, competiciones en línea, entretenimiento digital, desarrollo de software, producción audiovisual y proyectos tecnológicos; la empresa es parte del Grupo DinoSol y está establecida en Santa Cruz de Tenerife, España. Fue creada en el año 2019 tras la adquisición del proyecto Liga Canaria de Esports HiperDino por parte del Grupo DinoSol, anteriormente en manos de la empresa Gaming Experience
La Liga Canaria de Esports HiperDino, también conocida como Liga Canaria HD o LCES, es la primera competición de ámbito autonómico y regional establecida en España con una estructura y formato competitivo que permite a todos los jugadores del archipiélago canario incorporarse a la competición, sea cual sea su nivel y habilidad.

## Historia
En 2017 la empresa Gaming Experience lanza el proyecto piloto de forma autofinanciada con el patrocinio de Última Informática, celebrando ocho competiciones en línea con una bolsa de premios de más de 1.500€ y con 200 participantes únicos. 
En 2018 HiperDino realiza una apuesta pionera en el archipiélago canario patrocinando la primera liga autonómica de deportes electrónicos en todo el país, conocida como Liga Canaria de Esports HiperDino y organizada junto a la empresa Gaming Experience. Esta primera temporada es un éxito rotundo y contó con más de 5 000 jugadores canarios registrados.
En 2019 la Liga Canaria de Esports HiperDino se convierte en producto propio tras ser adquirido por el Grupo DinoSol y se constituye la empresa Liga Canaria de Esports SL. Este mismo año se lanza la segunda temporada, que volverá a ser un éxito duplicando la cifra de usuarios registrados, con hasta 11 000 jugadores activos.
En 2020 la Liga Canaria de Esports HiperDino lanza su tercera temporada, organizando hasta 300 actividades y ofreciendo por primera vez una producción audiovisual profesional a nivel de estudio y contando con un grupo de prescriptores entre los que se encuentran el cómico canario Kike Pérez o la periodista Karen Hernández; el balance de esta tercera temporada es un éxito rotundo: cerca de 20.000€ en premios, más de 20.000 jugadores registrados y hasta 100 millones de impactos, apareciendo en medios especializados y generalistas de carácter regional y nacional. Además, durante esta temporada se lanzó Tenderete City un servidor de roleplay en Grand Theft Auto y el mayor contenido transmedia de canarias a la altura otros como Marbella Vice, que involucra a personalidades canarias como Dasoul, Aaron Gómez, David Sainz, Kike Pérez, entre otros. También se ofrecieron actividades de formación en la industria, destacando la charla “Referentes femeninos y su experiencia en la industria de los videojuegos” celebrada durante el día de la mujer
En 2021 se presenta la cuarta temporada en el evento La Laguna Gaming Point, impulsado por el Excelentísimo Ayuntamiento de San Cristóbal de La Laguna, destacando como novedades el lanzamiento del proyecto Simseries y la Tenerife GG, un gran evento presencial multidisciplinar enfocado al gaming, la tecnología y cultura geek, que cuenta con el apoyo del Cabildo de Tenerife y se celebrará en julio del 2022 en el Recinto Ferial de Santa Cruz de Tenerife, el evento estará dirigido por el equipo fundador de la TLP Tenerife y se considera, por tanto, su sucesor espiritual.

## Eventos de mayor relevancia
De carácter presencial
- 2019 - II Torneo de E-Sports de la Universidad de La Laguna, San Cristóbal de La Laguna (Tenerife, Canarias)[9]
- 2019 - Gran Canaria Esports Week, Las Palmas de Gran Canaria (Gran Canaria, Canarias)[10]
- 2021 - Puerto Gaming Party Xpress, Puerto de la Cruz (Tenerife, Canarias)[11]
- 2021 - La Laguna Gaming Point, San Cristóbal de La Laguna (Tenerife, Canarias)[12]
- 2021 - Siam Mall Gaming, Adeje (Tenerife, Canarias)[13]
- 2022 - Tenerife GG, Santa Cruz de Tenerife (Tenerife, Canarias)[14][15][16]

De carácter en línea
- 2020 - Summer Series, la temporada de verano de la Liga Canaria[17]
- 2021 - Simseries, la mayor competición internacional[18] de simulación iRacing

- 2021 - Tenderete City, el servidor canario de roleplay en Grand Theft Auto V[19][20]